# 이치미야 겐타
이치미야 겐타(일본어: 一宮 憲太, 1998년 2월 24일~)는 일본의 축구 선수이다.

## 구단 경력
그는 2021년 J3리그의 YSCC 요코하마에 입단했다. 2022년 일본 풋볼 리그의 요코가와 무사시노 FC로 이적했다.